# Église Saint-Julien de Bois-Normand-près-Lyre
Pour les articles homonymes, voir Église Saint-Julien.
L'église Saint-Julien est une église catholique située à Bois-Normand-près-Lyre, en France.

## Localisation
L'église est située dans le département français de l'Eure, sur la commune de Bois-Normand-près-Lyre.

## Historique
L'édifice du XVIIIe siècle est classé au titre des monuments historiques en 1922.